# 滿東邨
滿東邨（英語：Mun Tung Estate）是香港公共屋邨之一，項目編號為IS14，位於新界大嶼山東涌松滿路7號，鄰近港青基信書院、明愛胡振中書院及逸東邨。由房屋署總建築師（2）及興業建築師有限公司負責設計，總承建商為安保工程有限公司，滿東邨共設4座樓宇，合共提供3866個出租單位，分別命名為滿和樓、滿順樓、滿康樓及滿泰樓。勘探工程已於2012年9月展開，2015年下半年動工建造，並於2018年起開始入伙。因應公屋發展計劃的需要，房屋署會與運輸署密切聯繫，為屋邨提供適當的公共交通服務。滿東邨北面設有行人及單車徑天橋連接逸東邨。

## 屋邨資料

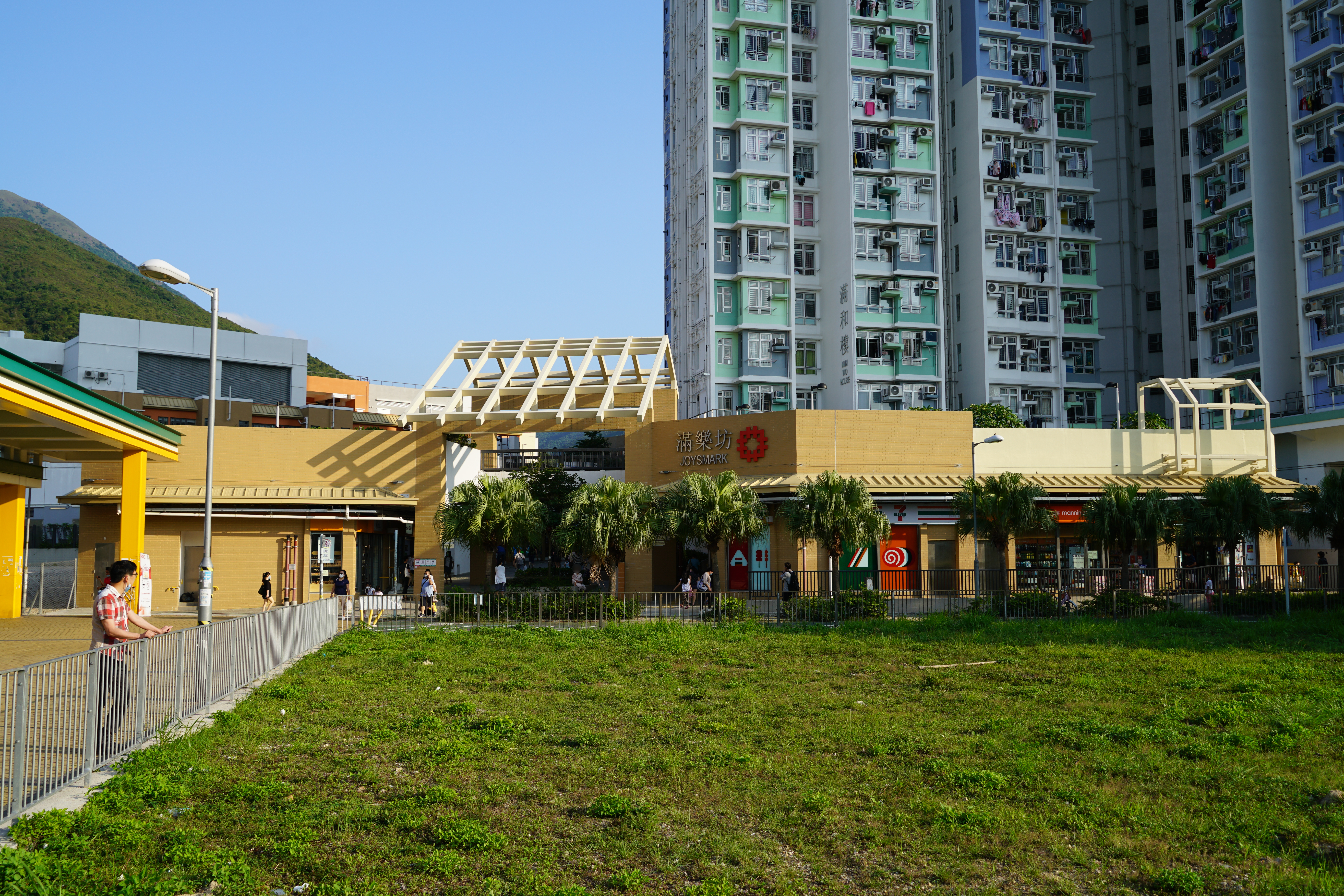
滿樂坊北面

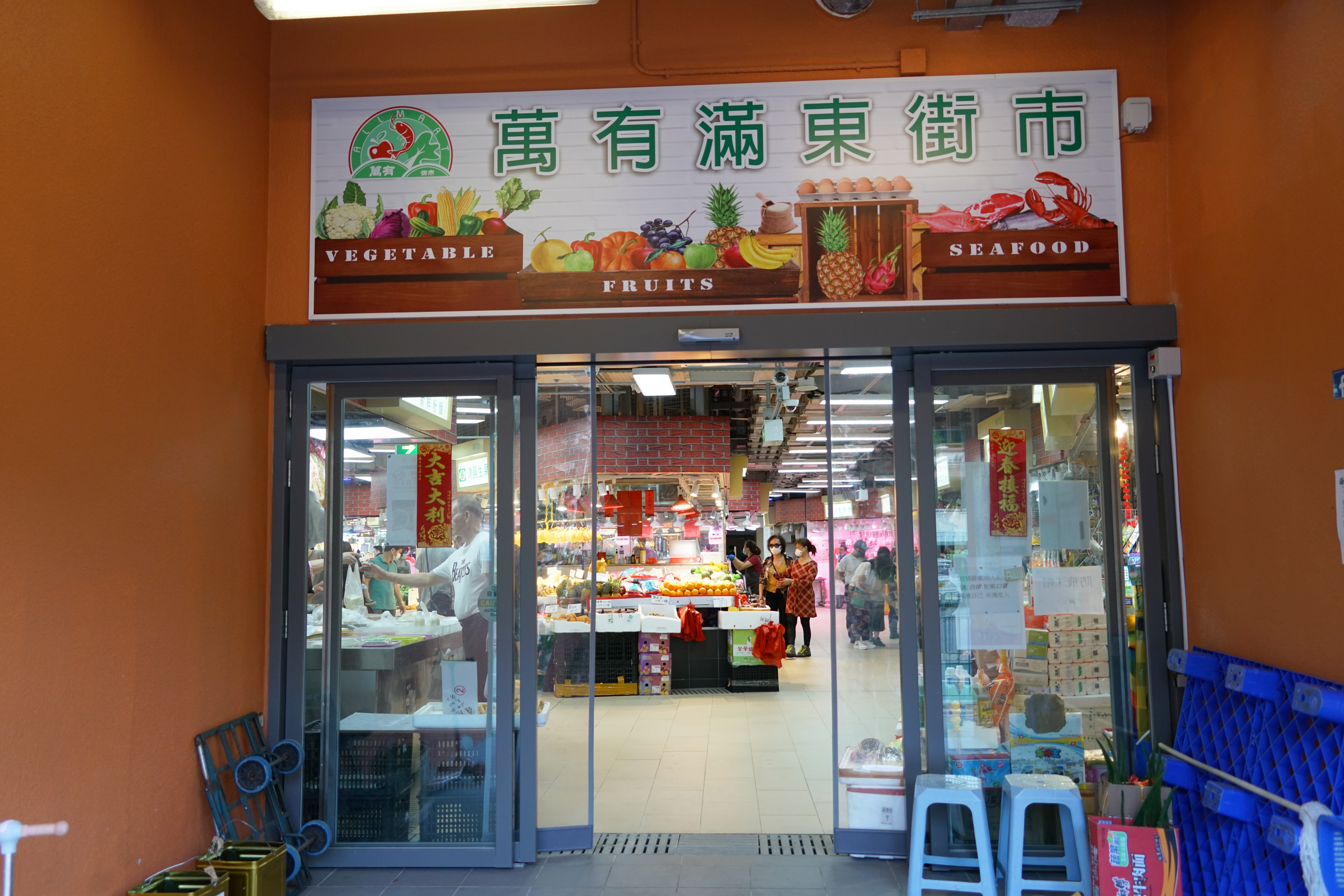
萬有滿東街市入口、豆腐粉麵、水果及肉檔

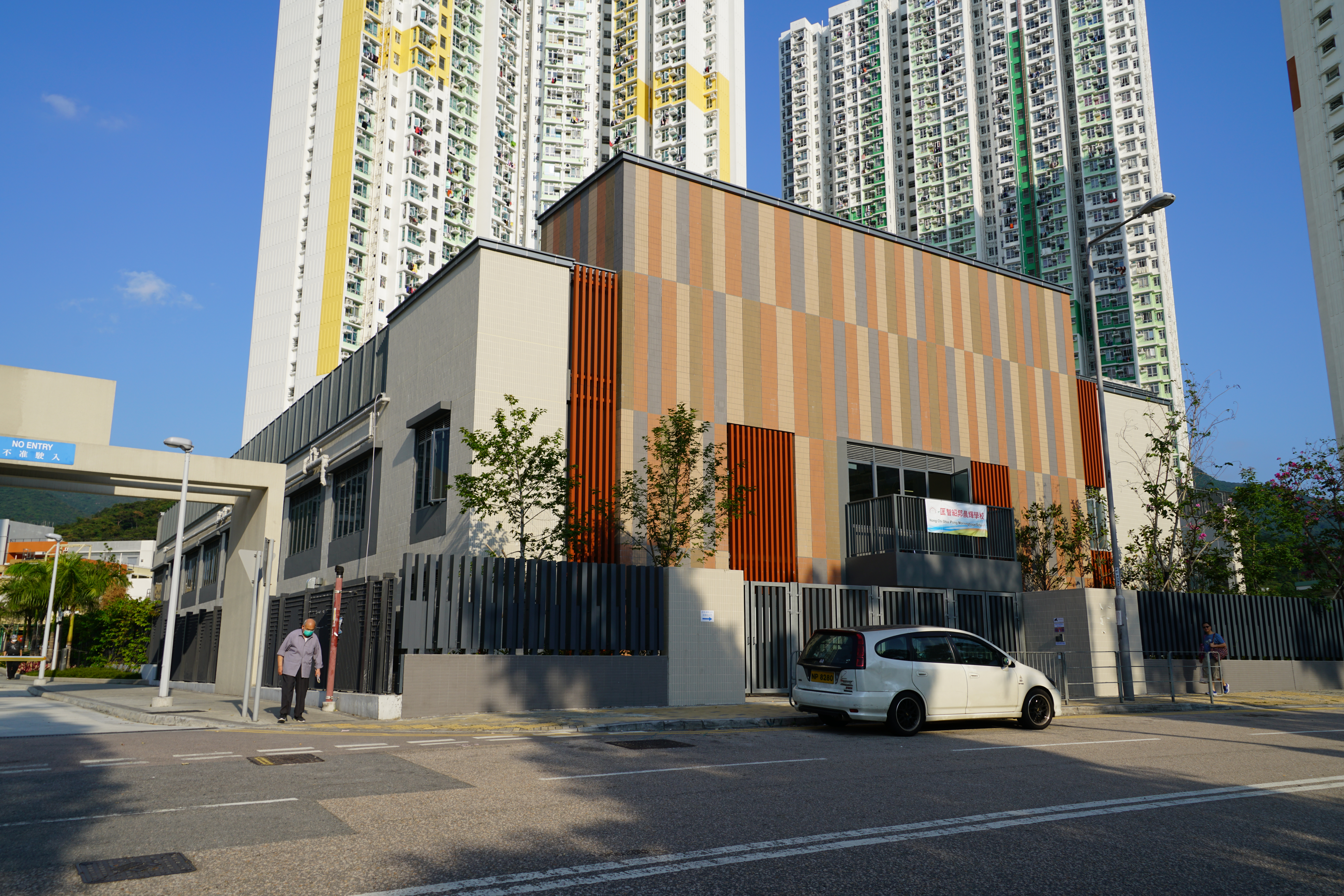
匡智紹邦晨輝學校

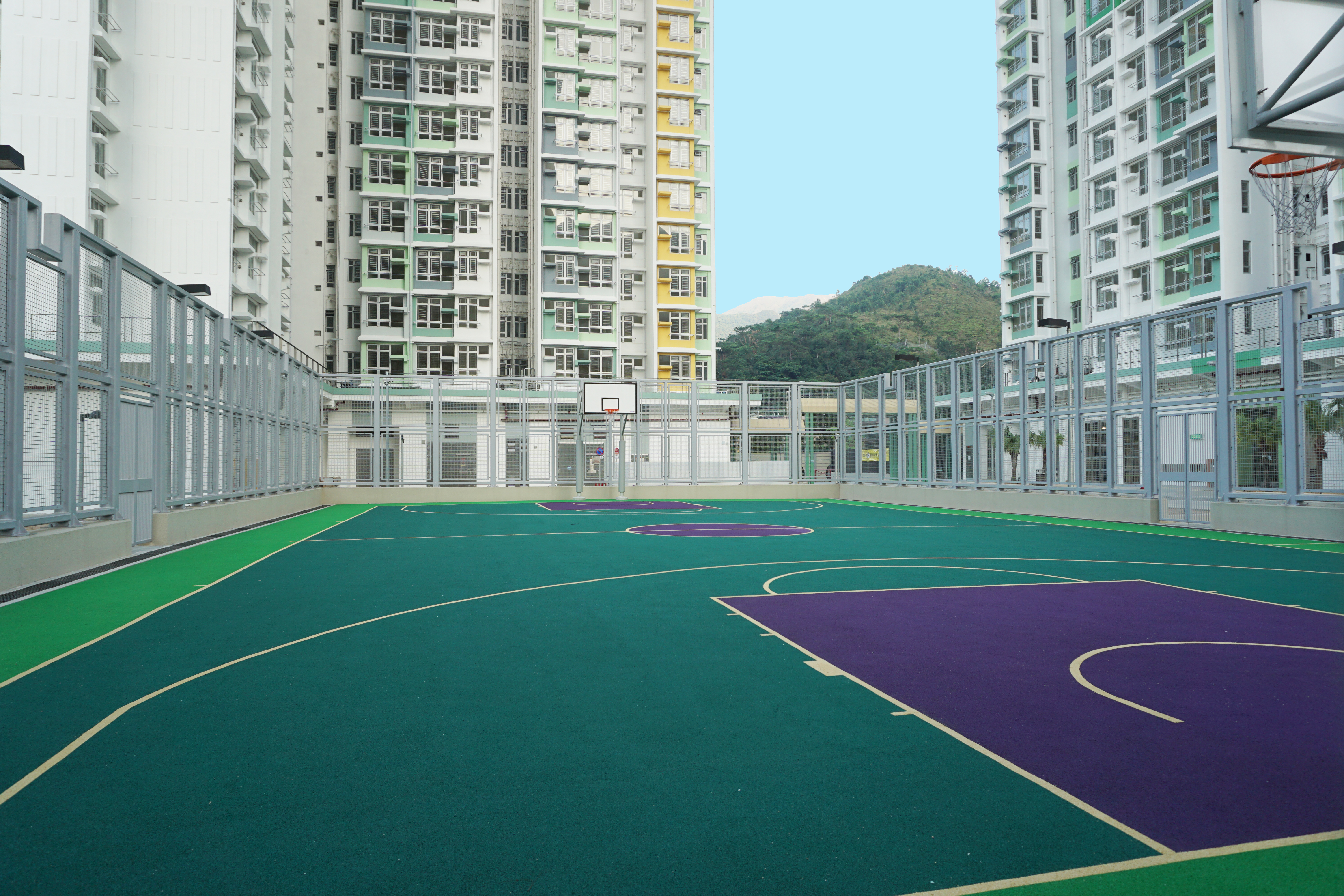
籃球場

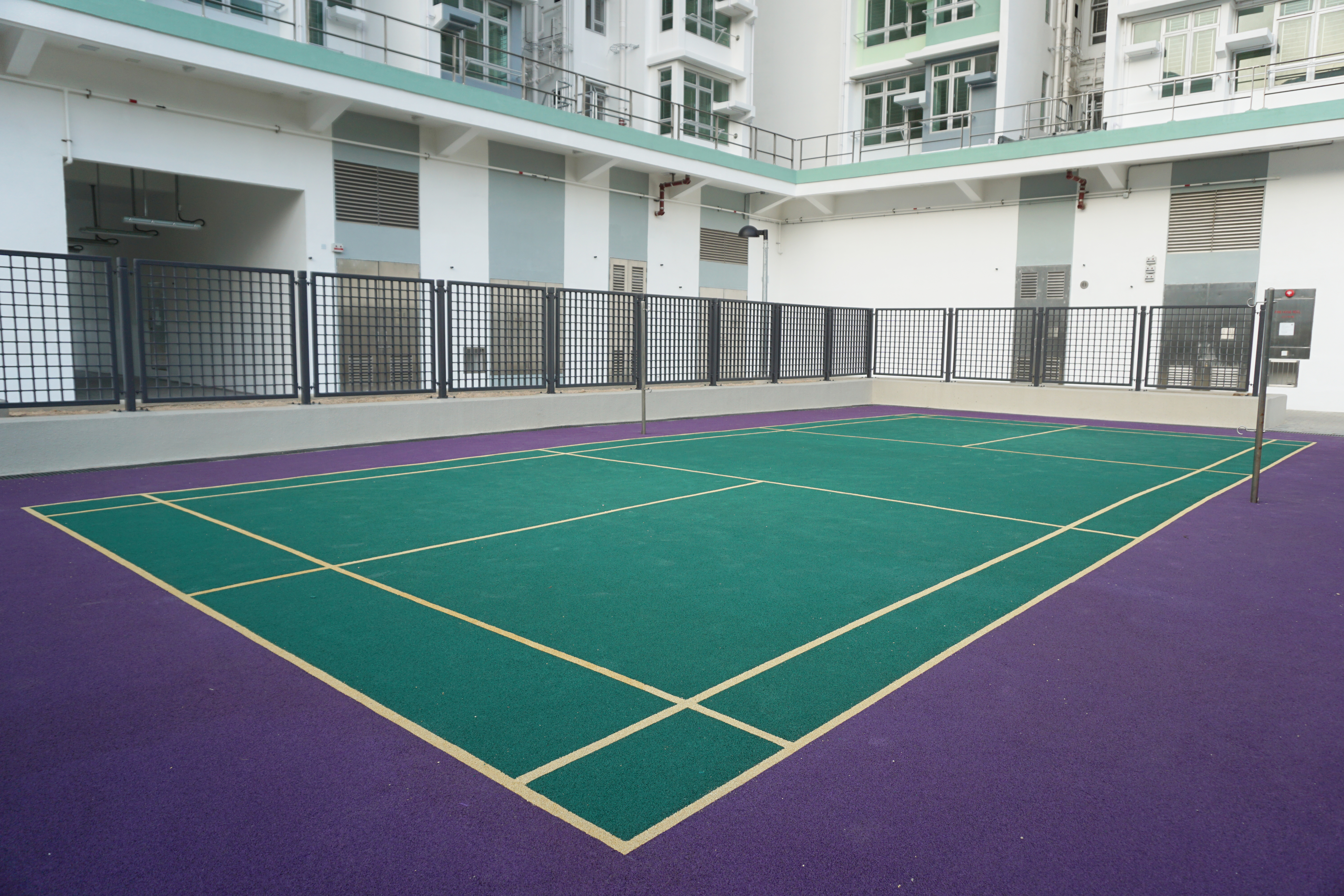
羽毛球場

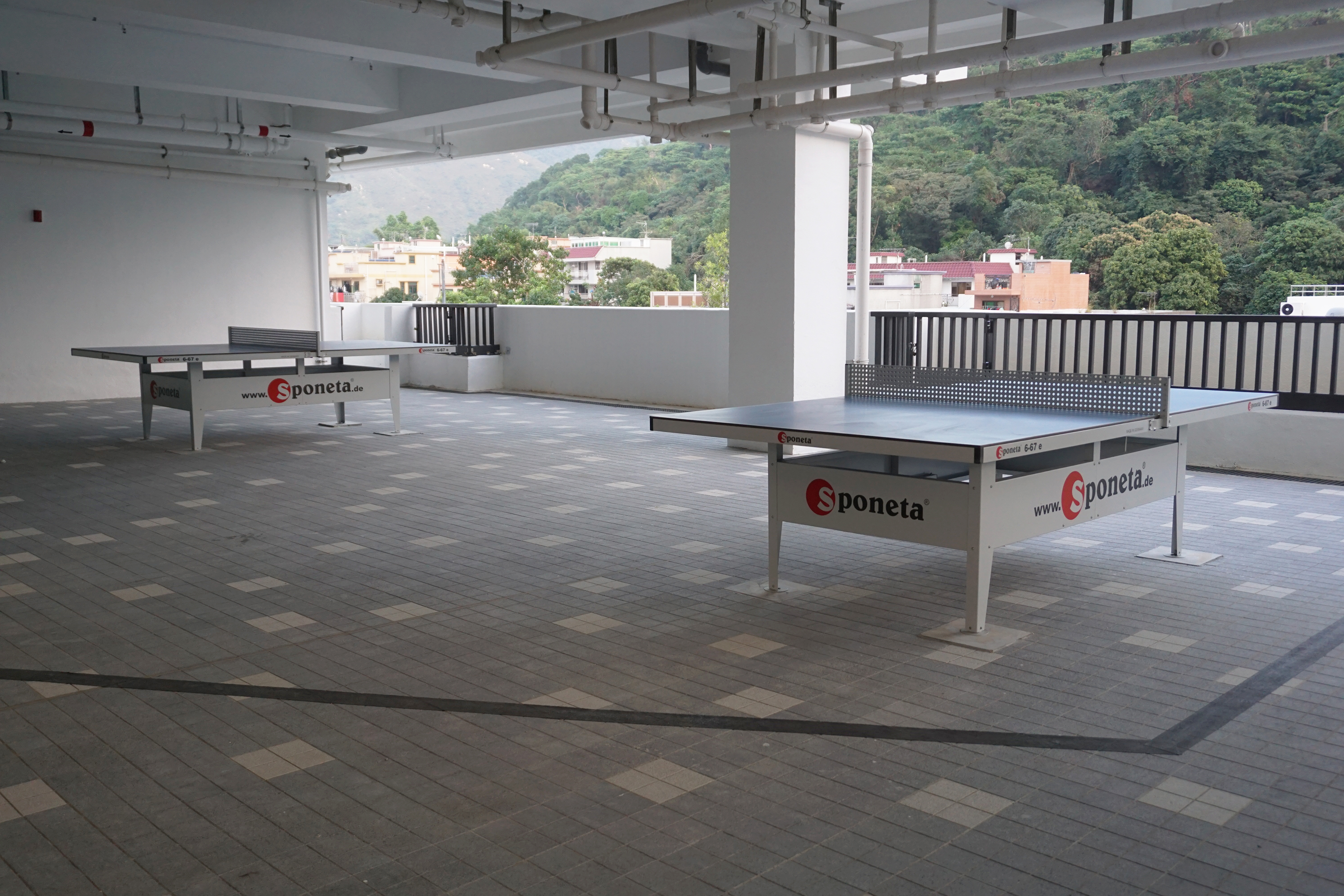
乒乓球桌

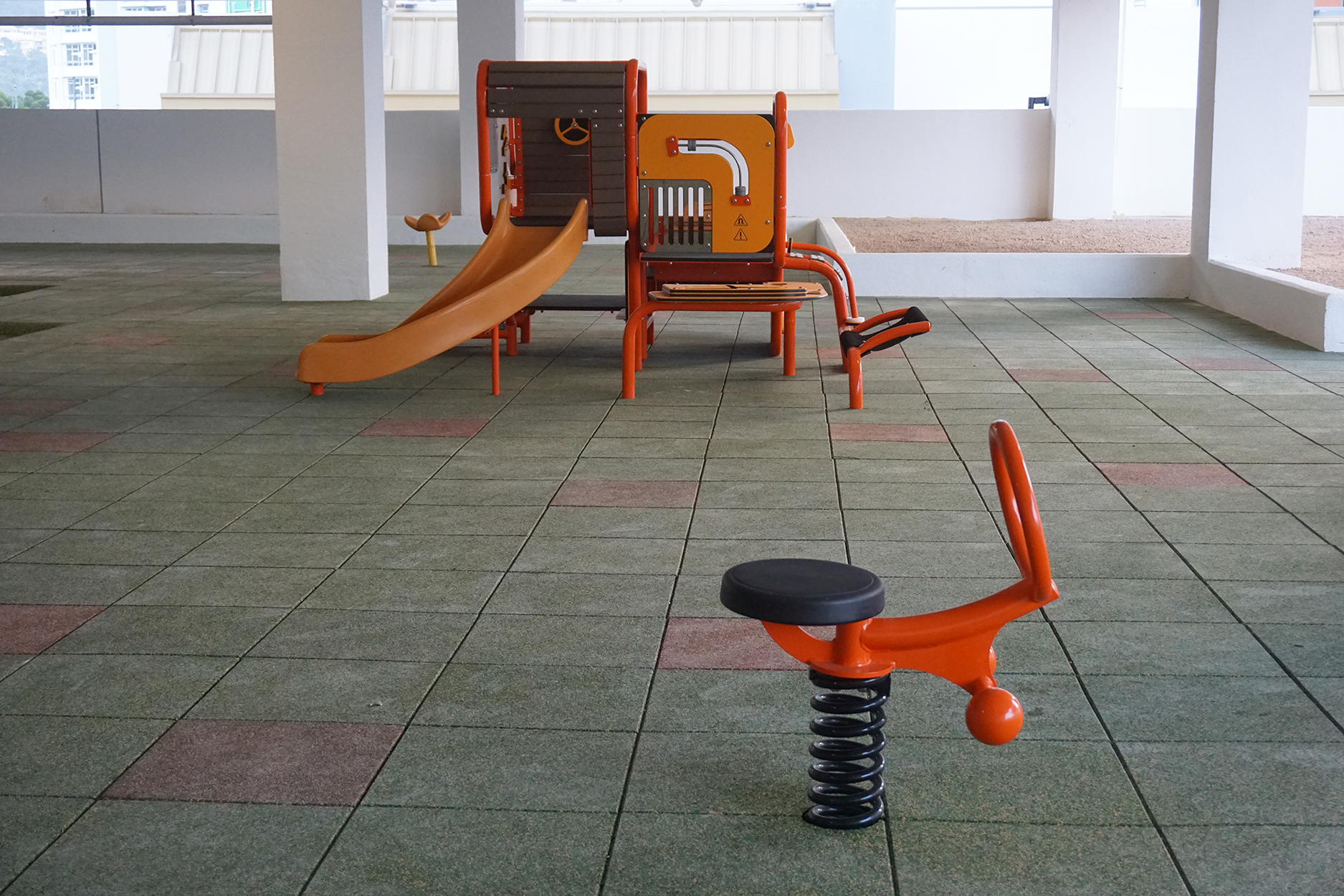
兒童遊樂場

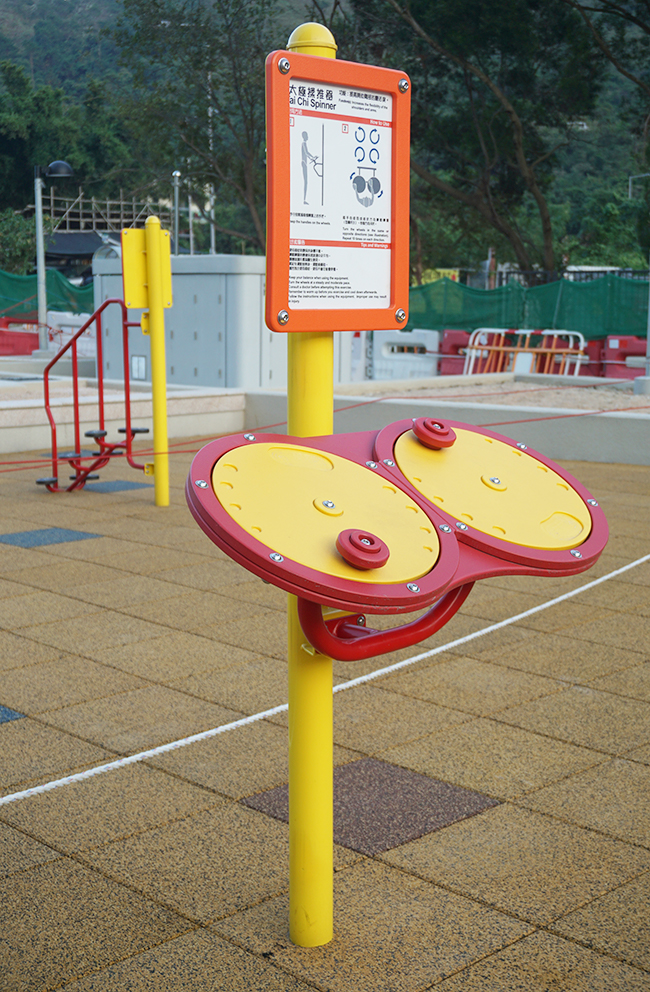
健體區

滿東邨原計劃建3幢公屋，房屋署於2012年當局歸納區議會的意見後，決定把使用率不高的松逸街足球場及預留作電話機樓的土地，一併納入屋邨範圍內，令地盤面積增至3.15公頃，可多建1幢公屋。 4幢公屋樓高31至40層不等，合共有3866個單位，供約11800人入住，包括甲類單位（供1-2人居住）、乙類單位（供2-3人居住）、丙類單位（供3-4人居住）及丁類單位（供4-5人居住），單位室內樓面面積由14至36 m2（150至390 sq ft）不等。
設計方面，滿東邨的設計引入鄉郊特色和田園綠化，全邨綠化率近3成。布局上，由東至西預留了通風廊，讓自然風有效地在樓宇之間流過，同時從邨內能飽覽附近的山林景致。為減低東涌道噪音對居民的影響，除了在滿康樓旁安裝隔音屏障，部份住宅大樓外牆亦設有垂直隔音牆，以阻隔行車噪音。

### 樓宇
| 樓宇名稱（座號） | 樓宇類型                 | 落成年份 | 層數 | 每層伙數                   | 每座單位總數（伙） | 建築師                                   | 承建商           | 提供升降機的廠商 |
| ---------------- | ------------------------ | -------- | ---- | -------------------------- | ------------------ | ---------------------------------------- | ---------------- | ---------------- |
| 滿和樓（第1座）  | 非標準設計大廈 （X字型） | 2018年   | 40   | 28 (1-33樓） 21 (34-40樓） | 1070               | 房屋署總建築師（2）、 興業建築師有限公司 | 安保工程有限公司 | 蒂森克虜伯       |
| 滿順樓（第2座）  | 非標準設計大廈 （X字型） | 2018年   | 40   | 28                         | 1119               | 房屋署總建築師（2）、 興業建築師有限公司 | 安保工程有限公司 | 蒂森克虜伯       |
| 滿康樓（第3座）  | 非標準設計大廈 （T字型） | 2018年   | 40   | 28                         | 1119               | 房屋署總建築師（2）、 興業建築師有限公司 | 安保工程有限公司 | 蒂森克虜伯       |
| 滿泰樓（第4座）  | 非標準設計大廈 （T字型） | 2018年   | 31   | 18                         | 558                | 房屋署總建築師（2）、 興業建築師有限公司 | 安保工程有限公司 | 蒂森克虜伯       |

### 設施
商場名為「滿樂坊」（英語：JoysMark Shopping Centre），設有13個舖位及一個整體出租街市，可出租面積約2,800平方米。目前已開設7-11便利店、萬寧、U購Select超級市場、萬有滿東街市（2019年8月12日啟用）和名為東涌五金的五金店、食肆、補習社等。
康樂設施包括綠化休憩設施、兒童遊樂場、長者活動區、乒乓球桌、羽毛球場等。社區及社會福利設施包括香港基督教女青年會趣沂幼稚園 （页面存档备份，存于）、特殊幼兒中心、街舖商店及約有40個攤檔的街市、早期教育及訓練中心、綜合職業康復服務中心及全香港首間兼收輕中度與嚴重弱智兒童的特殊學校匡智紹邦晨輝學校（設有中度及嚴重智障學生宿位）。

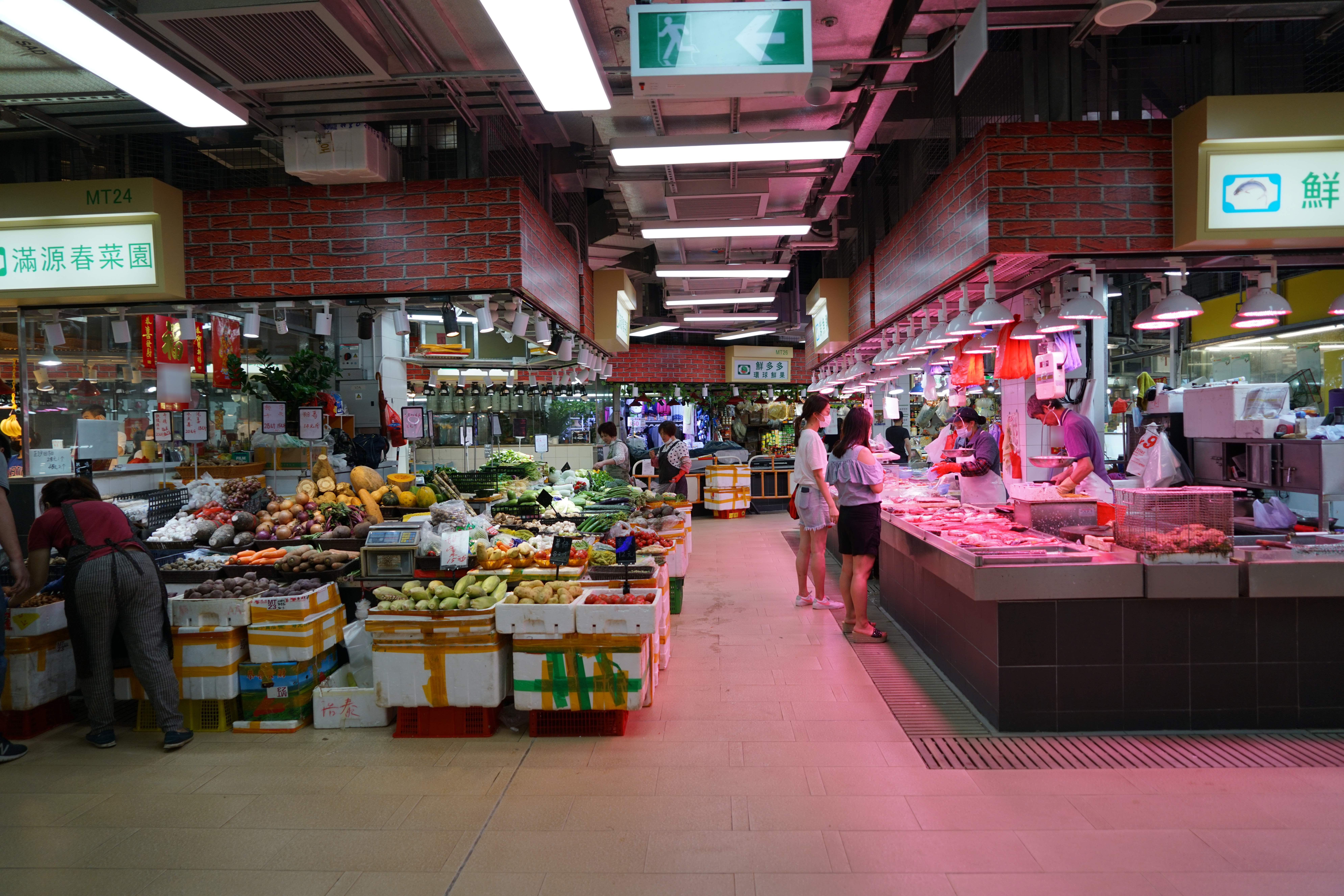
萬有滿東街市菜及魚檔
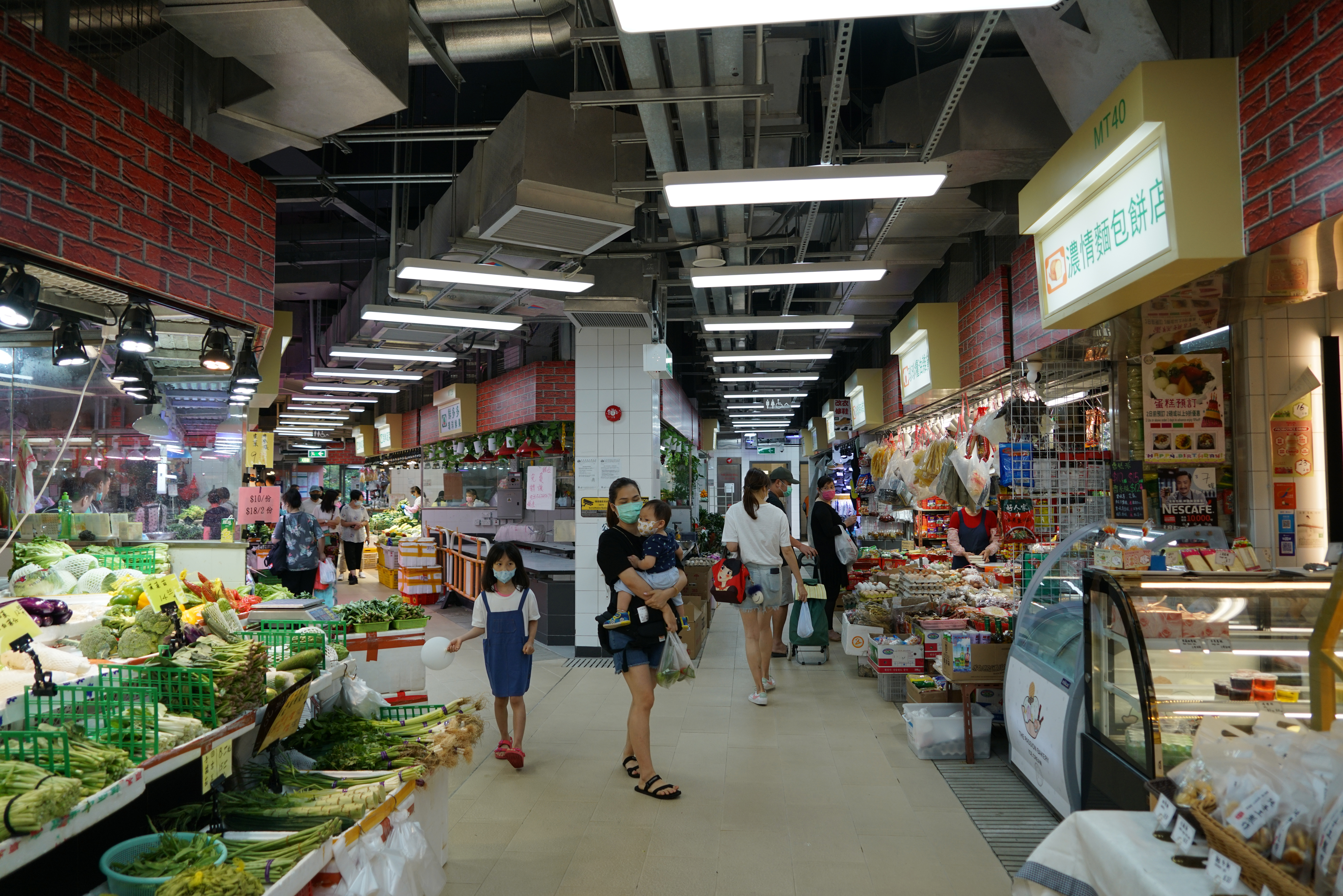
萬有滿東街市盆栽、衣履鞋、糧油雜貨及麵包店
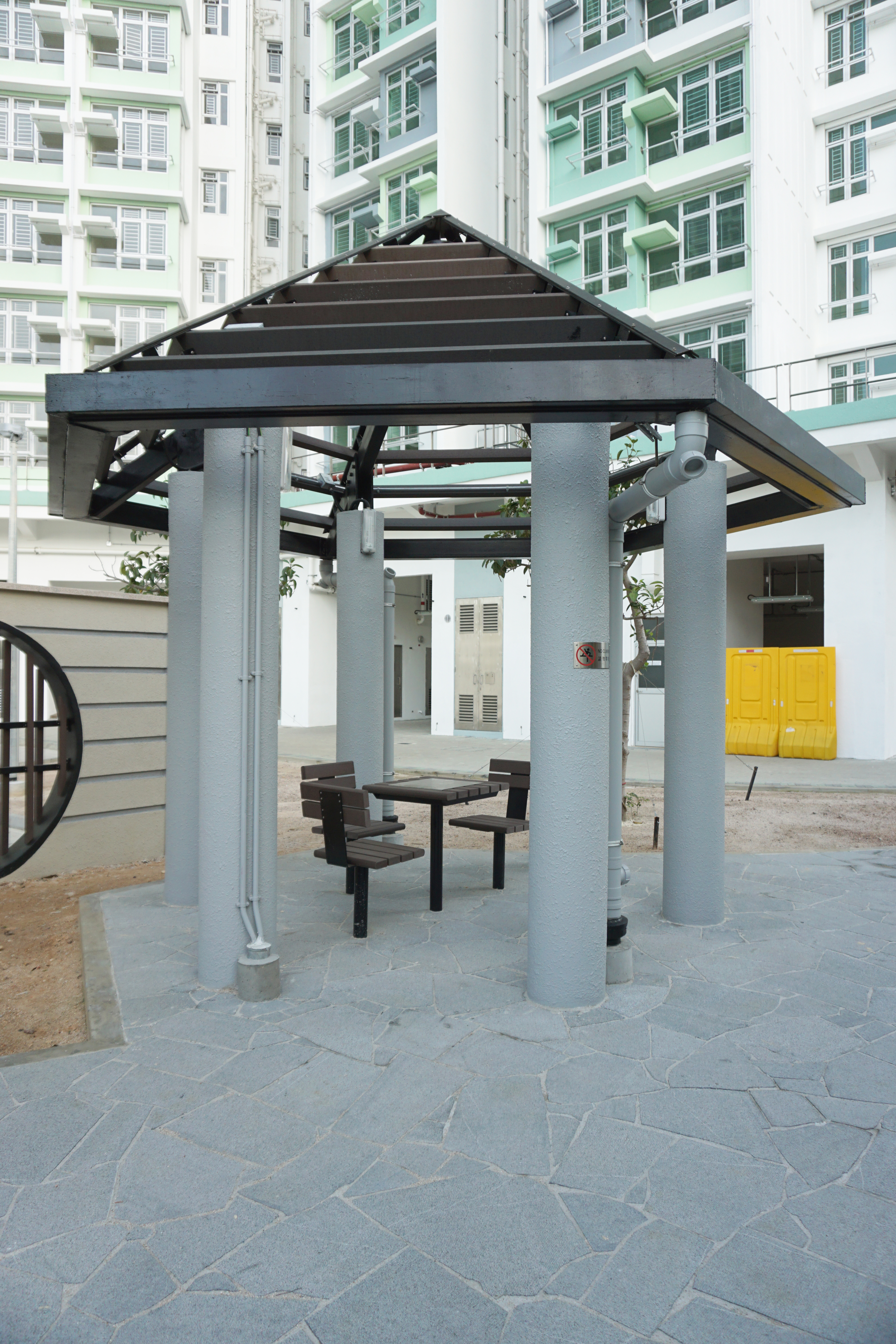
棋藝區
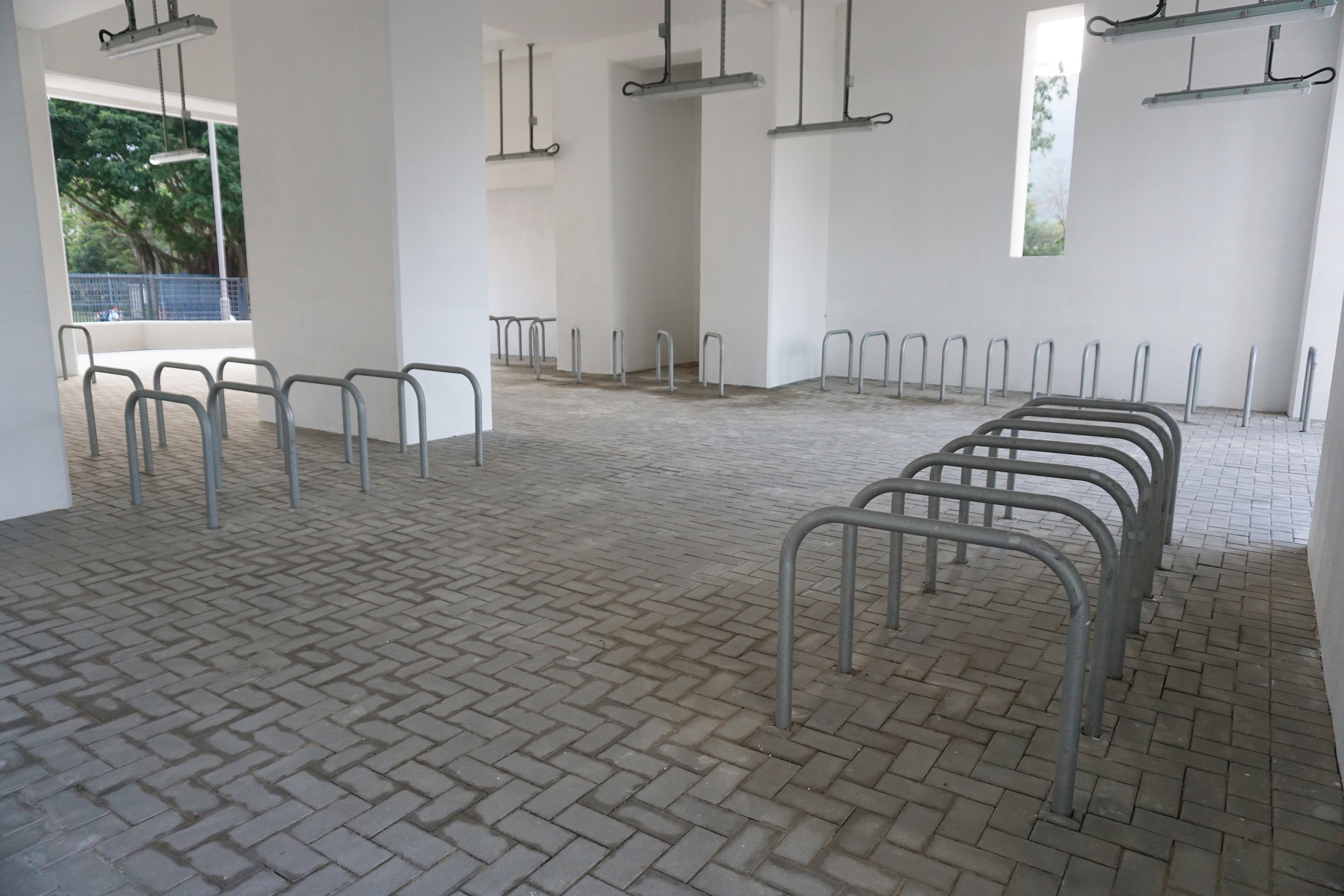
單車停泊處
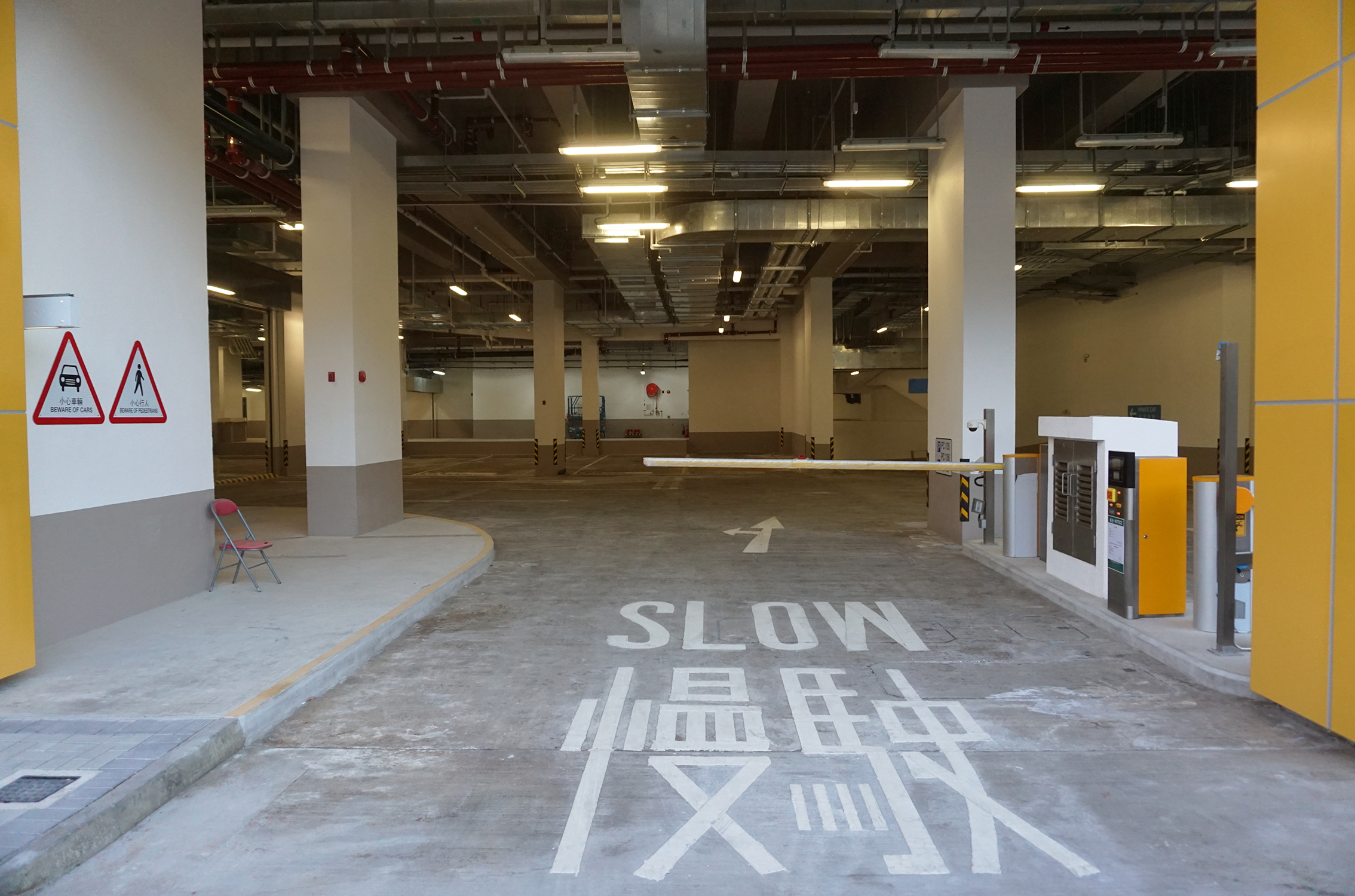
停車場
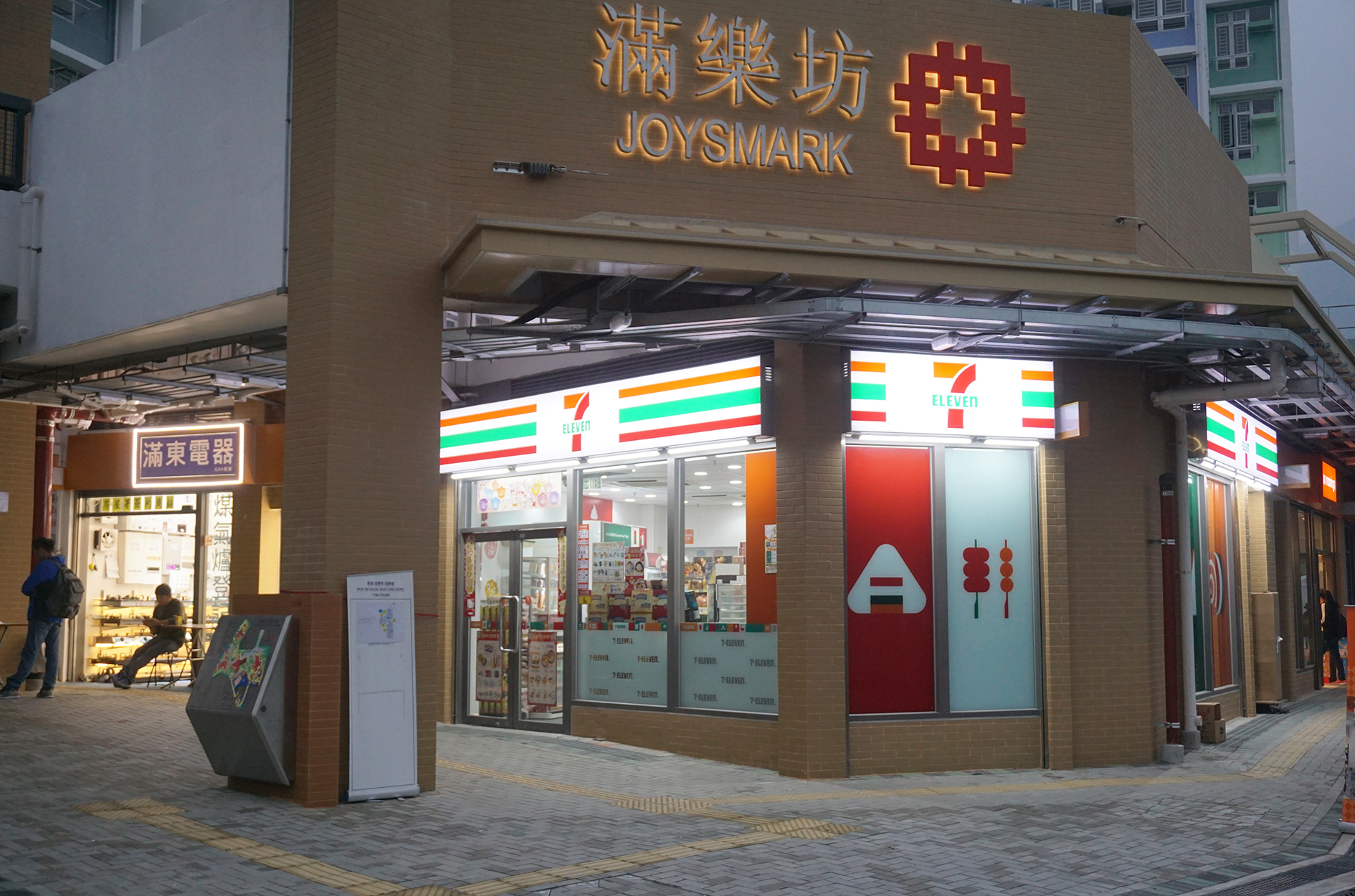
滿樂坊最先開業的電器爐具店、7-11便利店、萬寧及五金家品店，其中電器爐具店（左）已結業

## 興建期間圖片集

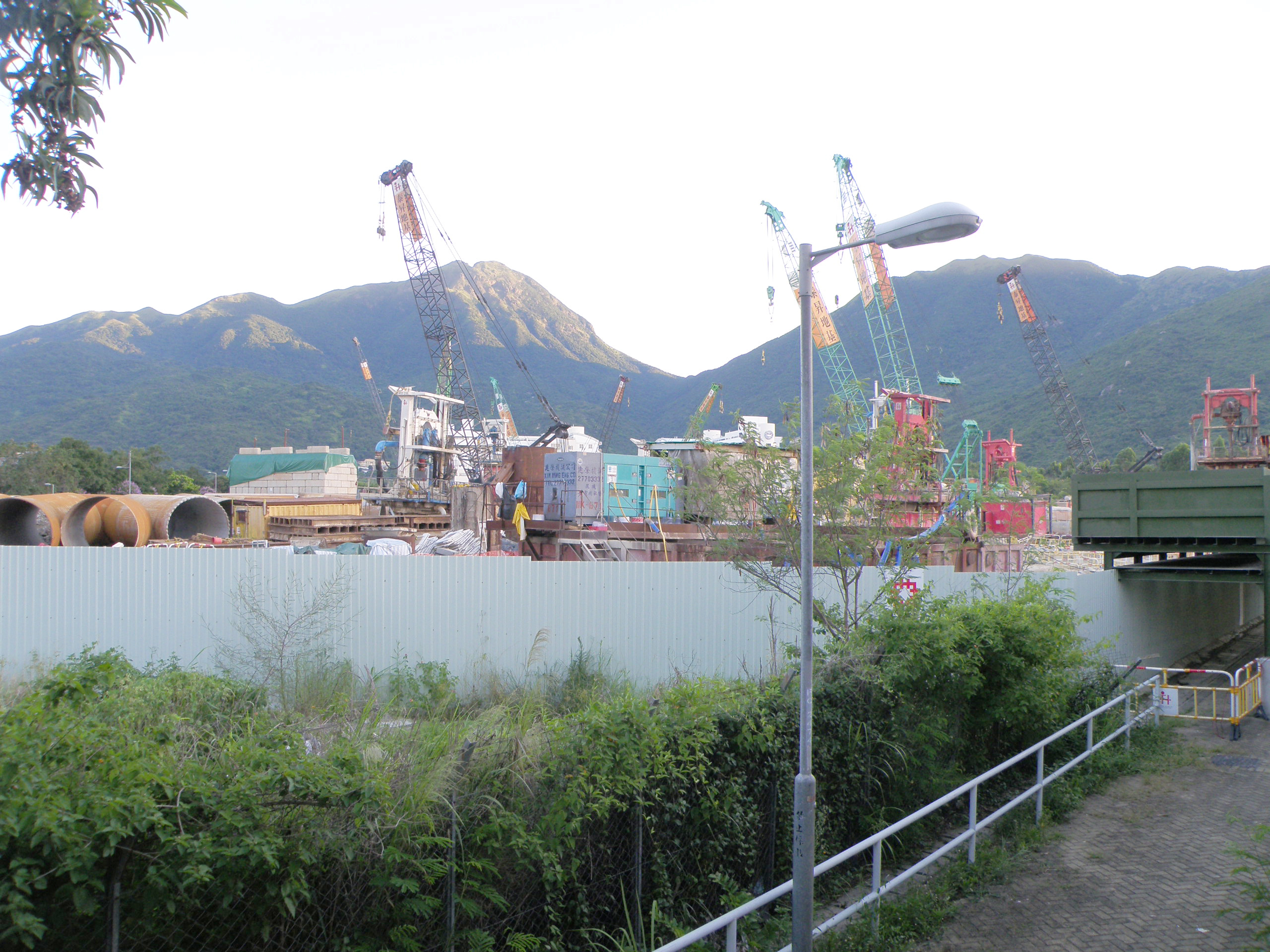
2015年6月
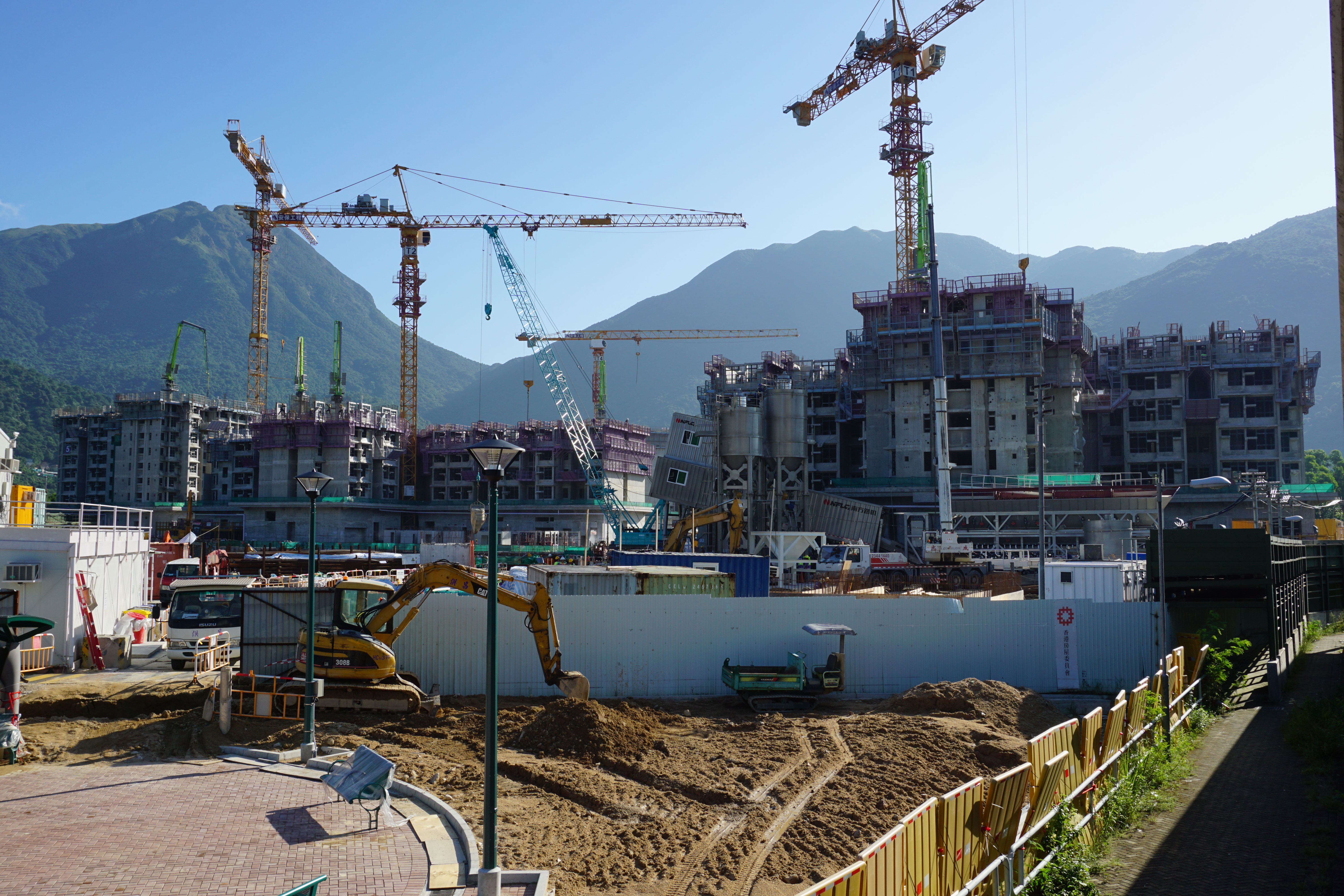
2016年8月
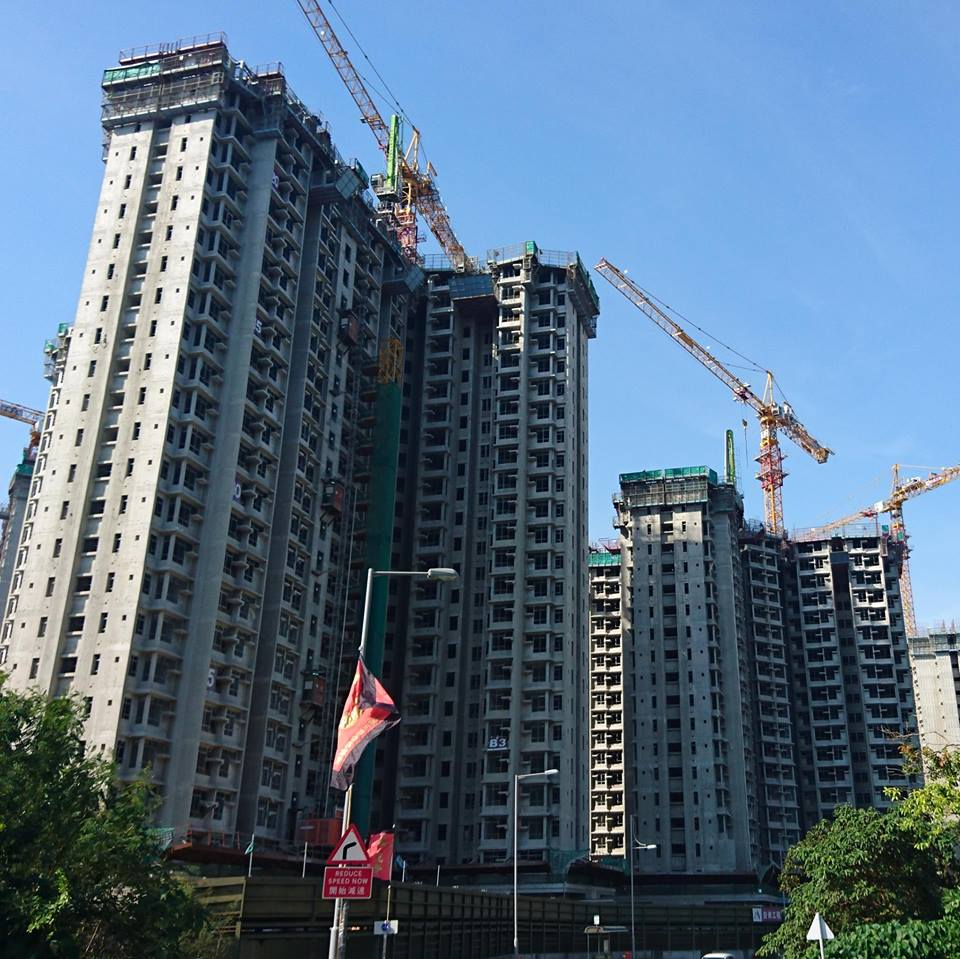
其中兩座（2017年1月26日）
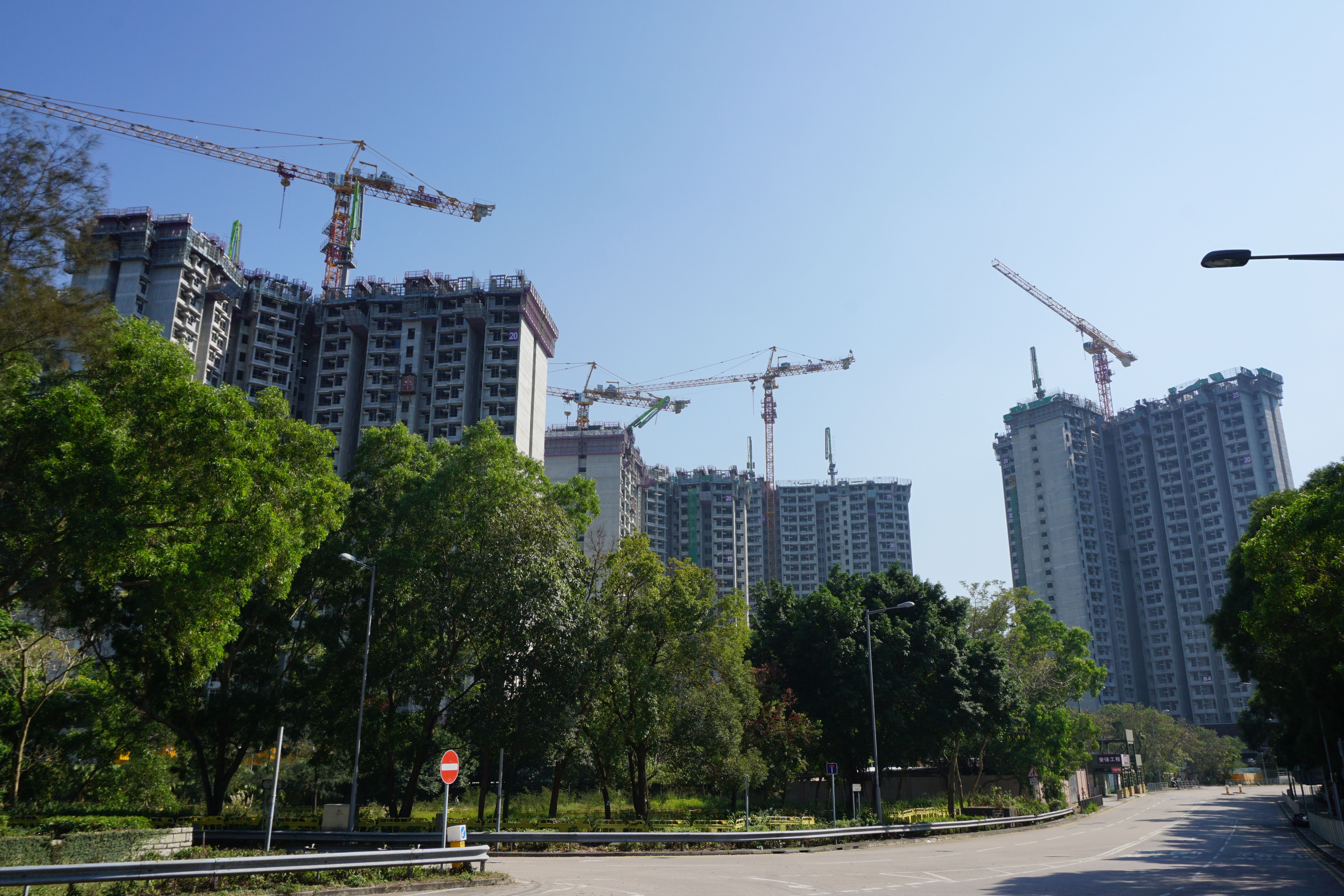
全貌（2017年1月27日）
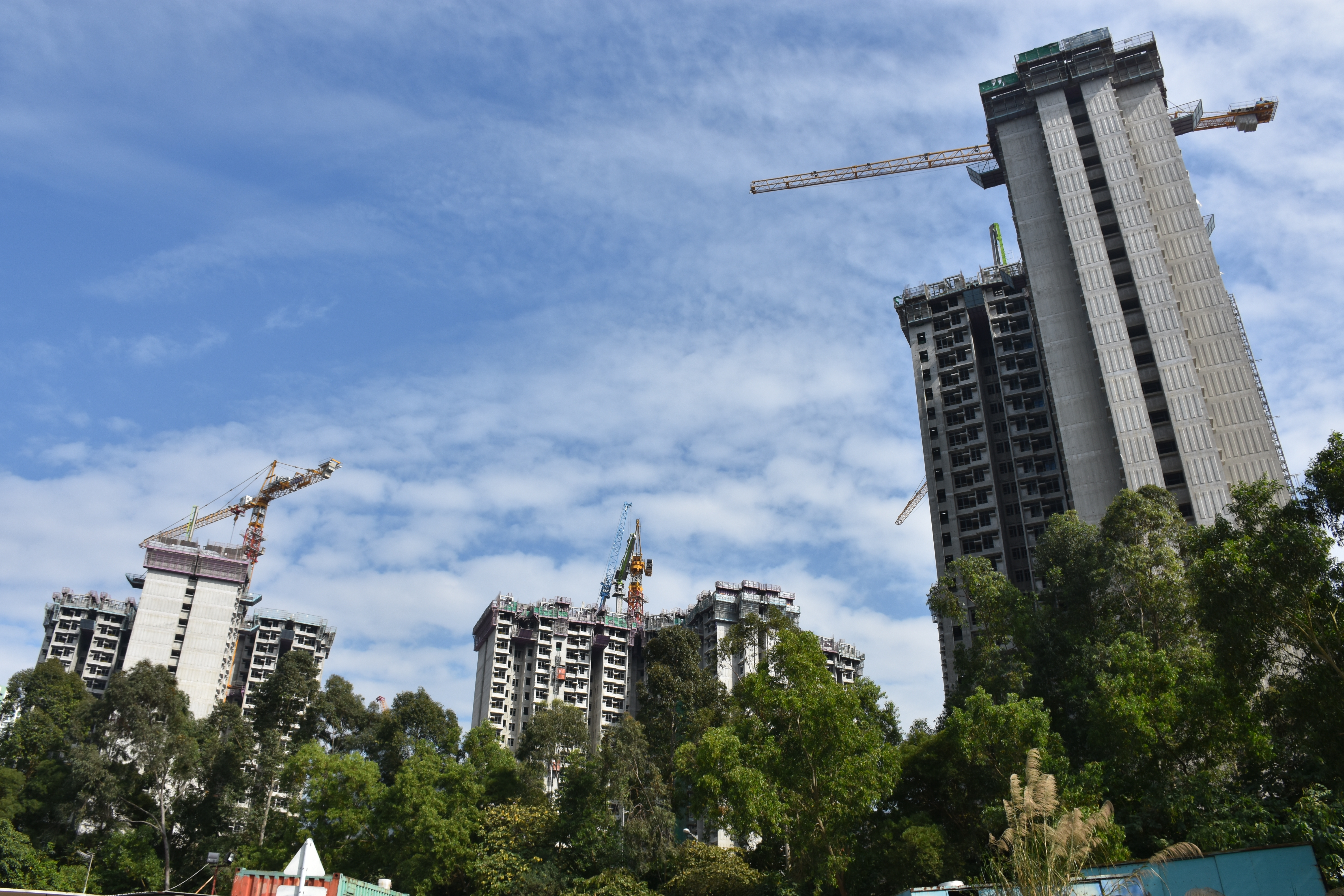
其中三座（2017年2月）
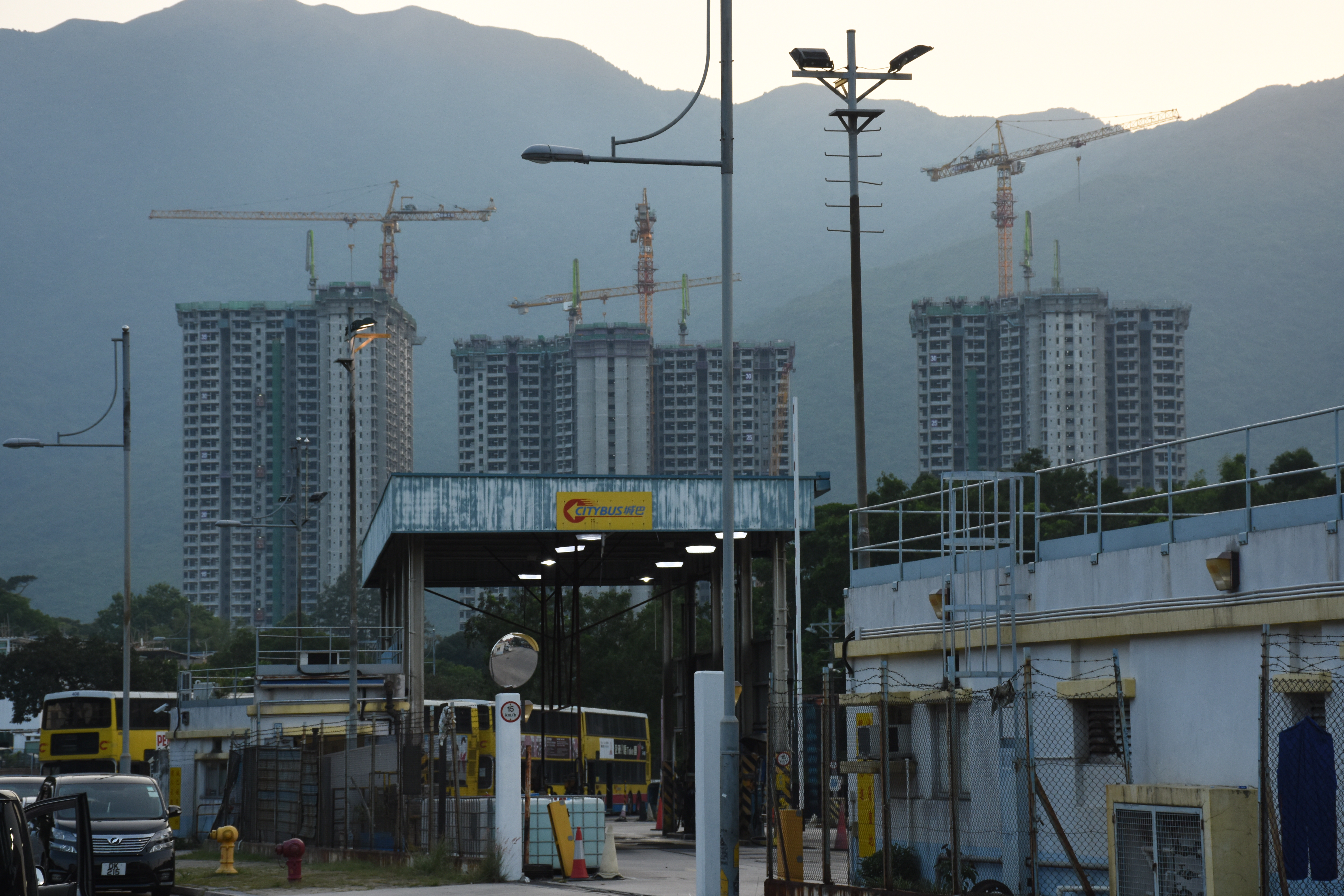
興建中的滿康樓、滿順樓及滿和樓（2017年5月）
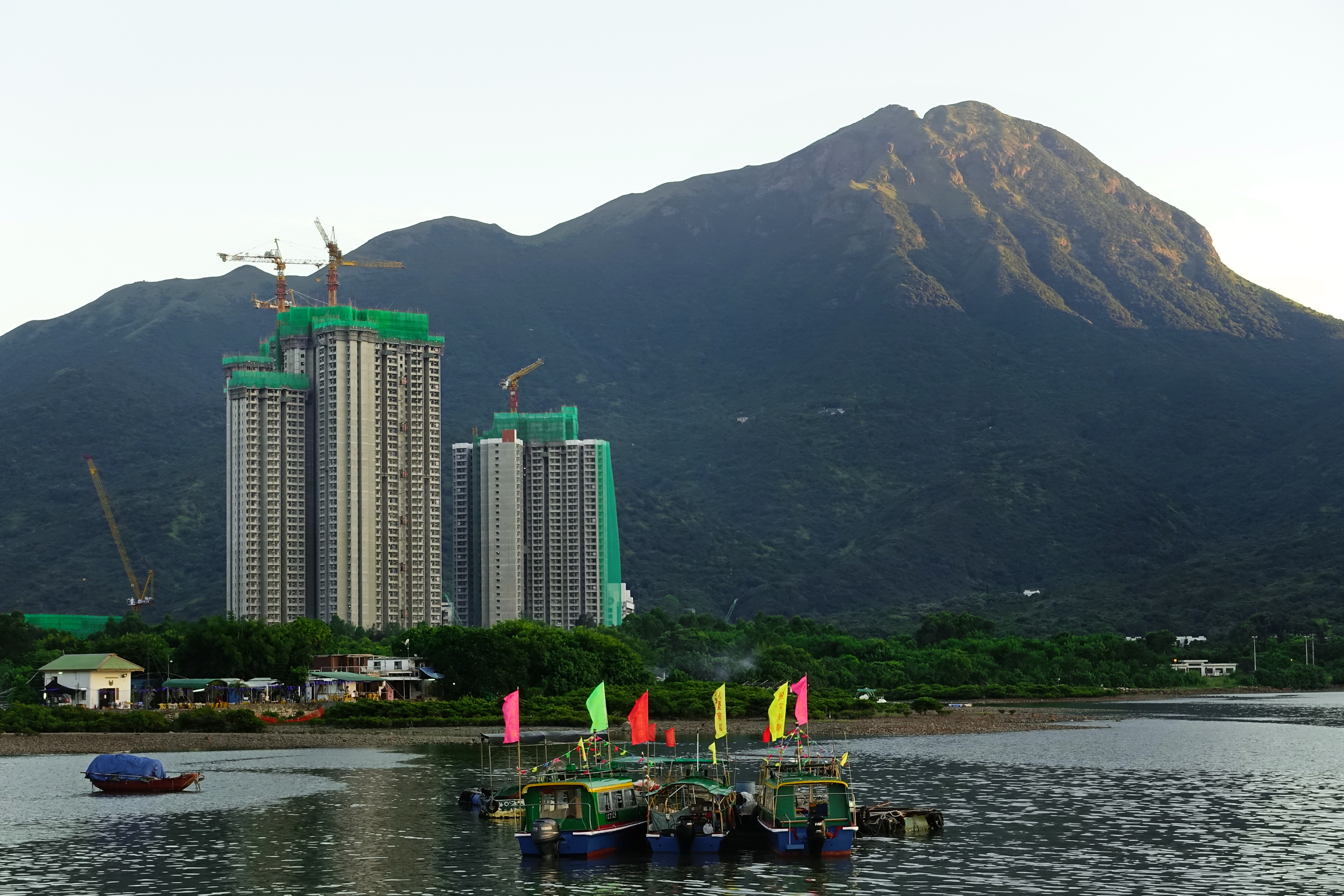
2017年8月
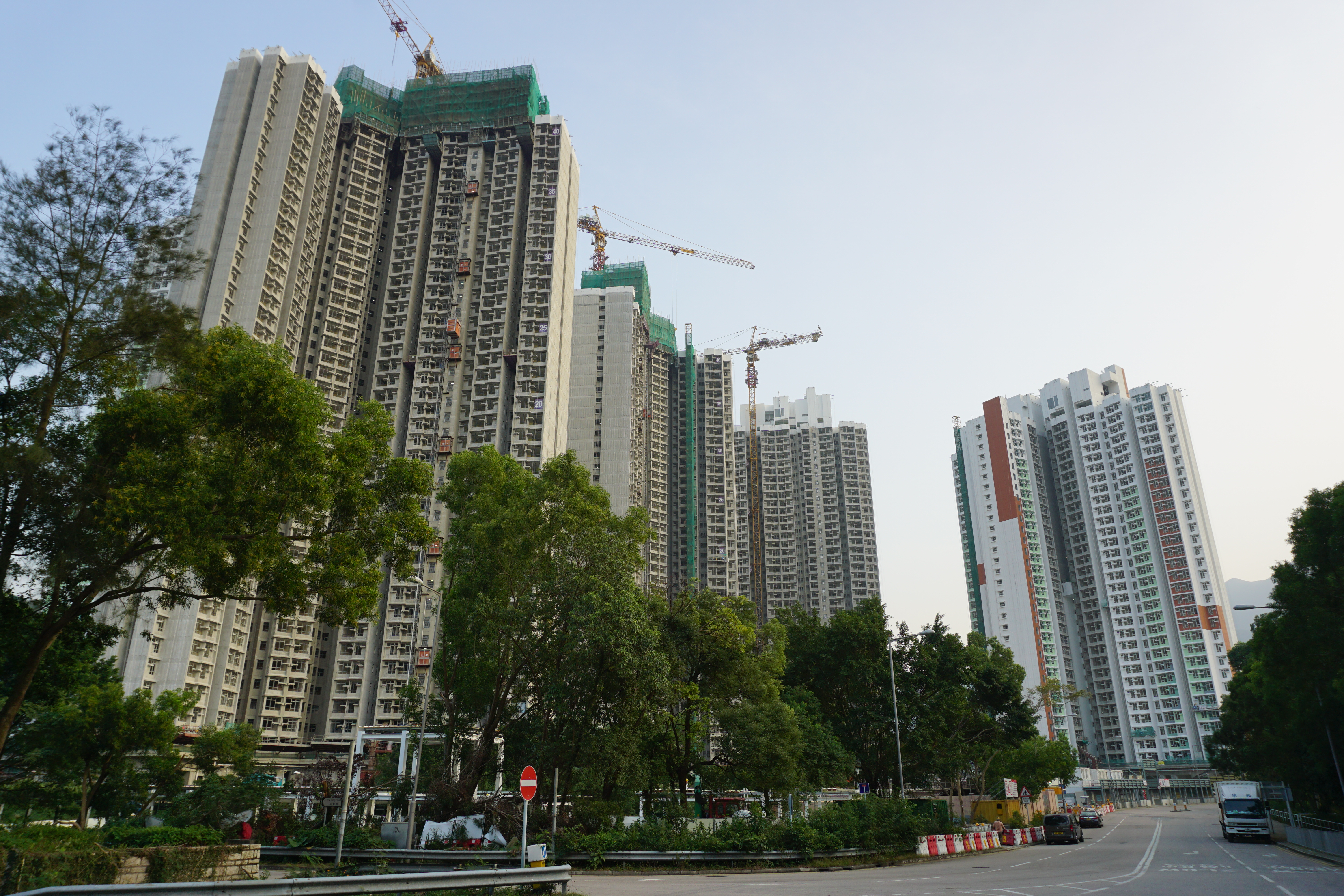
2017年12月
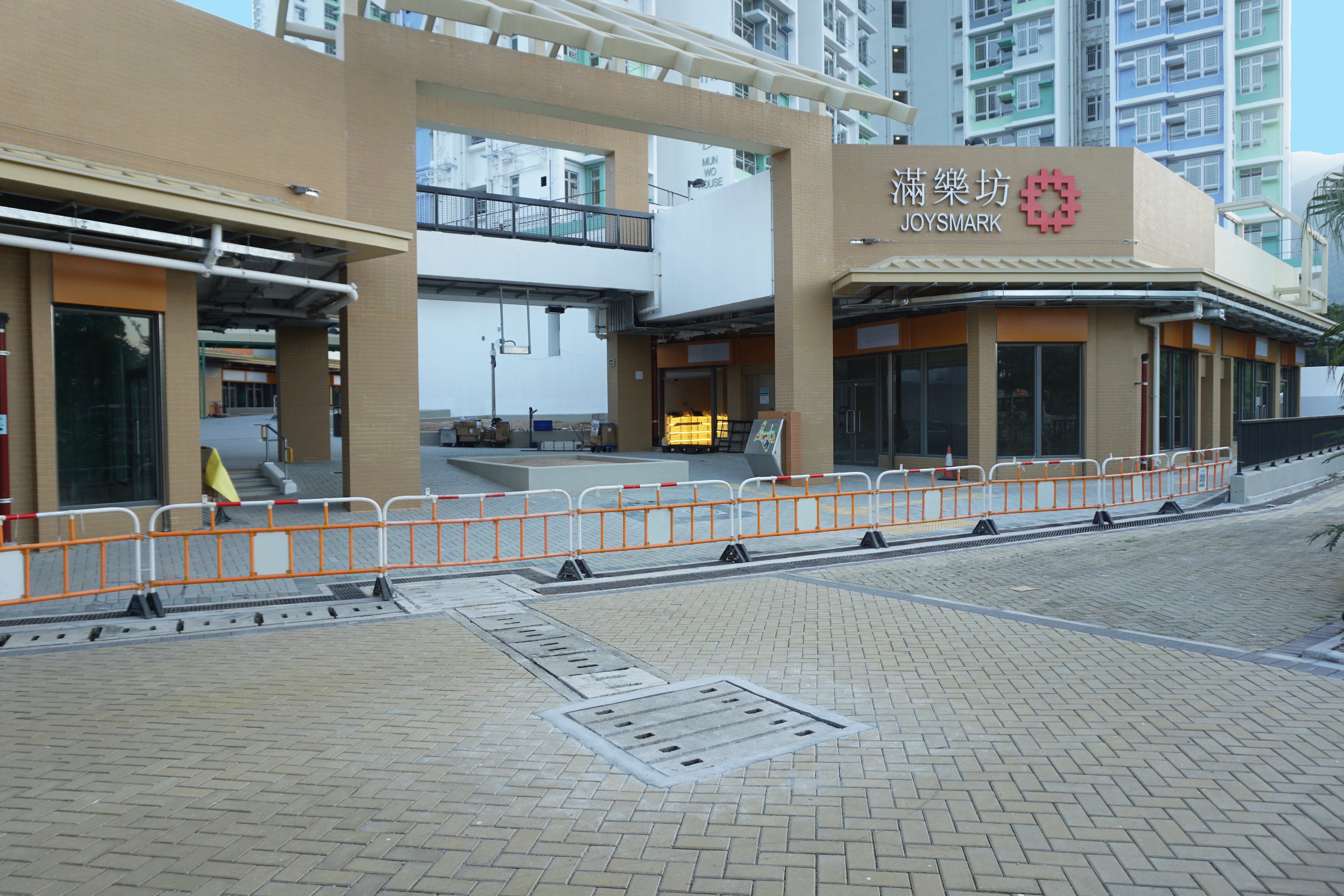
啟用前的滿樂坊
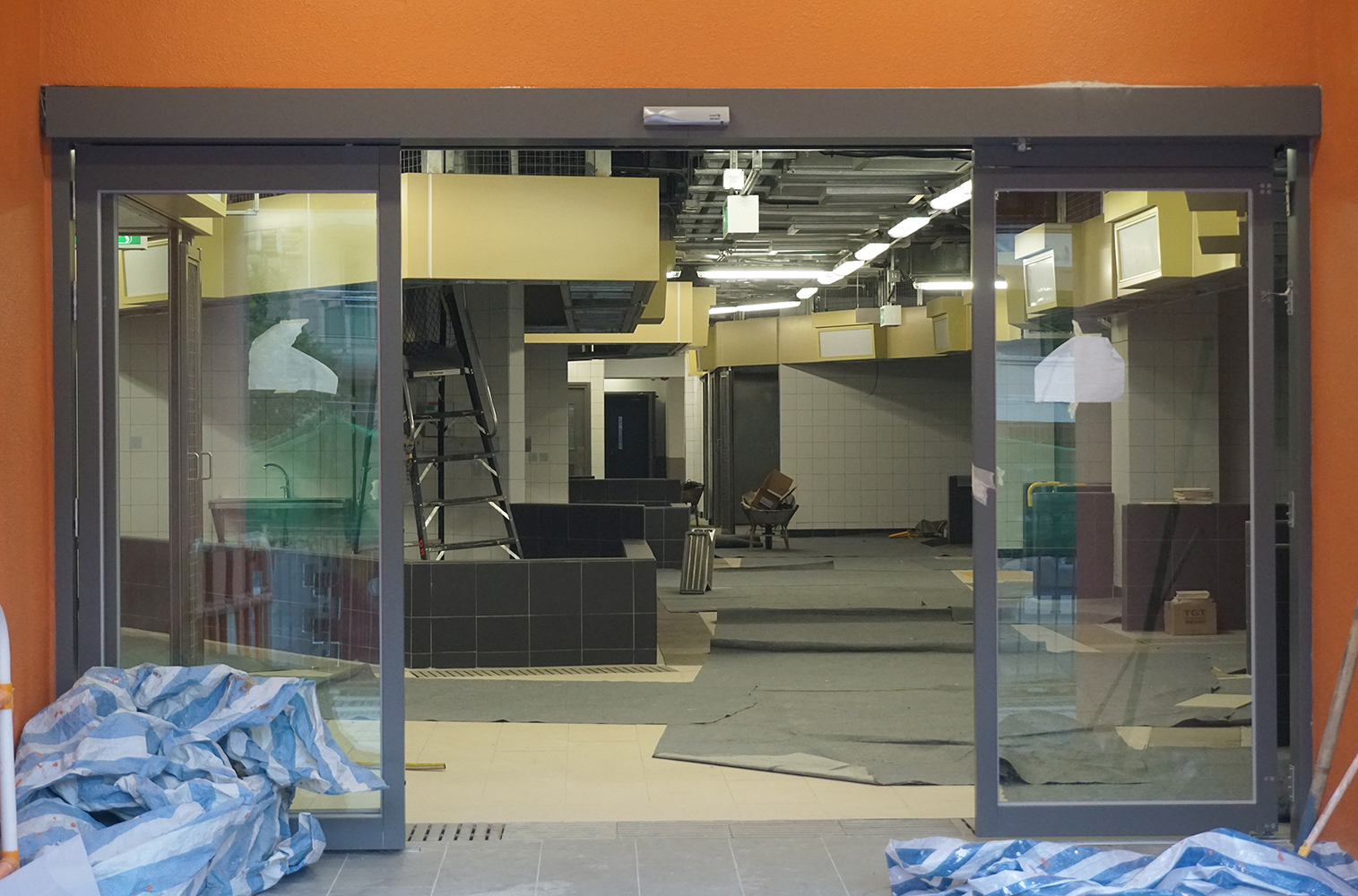
啟用前的滿東街市

## 附近中學
- 港青基信書院
- 明愛胡振中書院

## 事件

### 入伙一個月後即發生墮樓案
2018年12月23日，一名約60歲男子從滿順樓高處墮下身亡，警方發現窗口晾衫架有輕微彎曲，相信死者是意外墮下。當時只有2-30個單位入伙。

### 雙屍命案
2021年5月25日早上，滿東邨滿順樓一個單位被揭發雙屍命案，一名22歲男子被發現在廁所內吊頸，而客廳位置發現同為22歲的女子倒卧床上，嘴唇發黑，無表面傷。警方到場調查，在現場撿獲遺書。